# Stavak
Stavak u glazbi označava dio veće cjeline, najčešće višestavačnog instrumentalnoga djela poput sonate ili simfonije. Obilježavaju ga jedinstven tempo, formalna zaokruženost i odvojenost stankom od ostalih stavaka. Grupiranje u stavke važno je načelo formalne organizacija glazbenog djela.
Višestavačnost se pojavila u 17. stoljeću, no broj stavaka (najčešće četiri ili tri) kao i priroda njihove povezanosti (tonalitetni odnosi, srodni ili suprotni ugođaj, odnosno tematski materijal) mijenja se tijekom povijesti, da bi se u 19. stoljeću promjenama tempa i izostankom stanka počele brisati jasne granice među stavcima.

## Vanjske poveznice
- Hrvatski obiteljski leksikon značenje pojma: stavak